# Toonage
Toonage är ett musikalbum från 1999 av den danska musikgruppen Cartoons.

## Låtlista
1. Witch Doctor
2. Doodah
3. Hold Me
4. Ramalama Daisy
5. Yoko
6. Who put The Bomp
7. De Do Do Do De Da Da Da
8. Let's Go Childish
9. Aisy Waisy
10. Listen To My Heart